# Эйвазова, Сима Рахмановна

50-я Сессия Комиссии по правам человека в Женеве, февраль 1994 года

Вручение верительных грамот

Эйвазова Сима Рахмановна (азерб. Sima Rəhman qızı Eyvazova, 2 октября 1933, Баку — 6 мая 2009, Женева) — видный советский и азербайджанский дипломат, первый постоянный представитель независимого Азербайджана при ООН в Женеве и других международных организациях в Швейцарии, Чрезвычайный и полномочный посол Азербайджана.

## Биография
Сима Рахмановна Эйвазова родилась в Баку в семье врача.
Окончила филологический факультет Азербайджанского государственного университета.
Трудовую деятельность начала в 16 лет. В 23 года — инструктор отдела агитации и пропаганды ЦК Компартии Азербайджана под началом второго секретаря ЦК КП Азербайджанской ССР Владимира Ефимовича Семичастного. В 26 лет решением ЦК направлена на учёбу в Высшую дипломатическую школу при МИД СССР, которую окончила с отличием. (Одновременно по рекомендации ЦК в МГИМО был направлен студент 3 курса  юридического факультета Азгосуниверситета Сейфулла Худжат оглы. После завершения учебы работал в Посольстве СССР  в Йемене, где трагически погиб в апреле 1968 при исполнении служебных обязанностей.)
На протяжении более четверти века проработала как в центральном аппарате МИД СССР — во 2-м Европейском отделе, где занималась вопросами отношений СССР с Великобританией, так и в загранучреждениях МИД — в посольствах СССР в Лондоне и в Софии, а также в системе ООН в штаб-квартире ООН в Нью-Йорке, отделениях ООН в Женеве и Вене. Прошла все ступени дипломатической службы — от третьего секретаря до советника первого класса.
В 1982 году 1-м секретарём ЦК Компартии Азербайджана Г. А. Алиевым приглашалась на пост Министра иностранных дел Азербайджанской ССР.
С 1985 по 1993 год трудилась на ответственном посту в Отделении ООН в Женеве.
С января 1994 года исполняла обязанности постпреда Азербайджана при отделении ООН в Женеве и других международных организациях в Швейцарии. Указом Президента Азербайджанской Республики Г. А. Алиева от 04 марта 1997 года назначена Постоянным представителем Азербайджанской Республики при Отделении ООН в Женеве и других международных организациях в Швейцарии с присвоением ей ранга Чрезвычайного и Полномочного Посла Азербайджанской Республики.
Состояла в дружеских отношениях с другими известными азербайджанскими дипломатами — Таирой Таировой и Эльмирой Кафаровой. Владела шестью языками, в том числе тремя из официальных языков ООН — русским, английским и французским.
Сима Рахмановна Эйвазова — первая в истории независимого Азербайджана женщина — профессиональный дипломат. Она — первая и единственная нерусская женщина из бывшего Союза, которая окончила Высшую дипломатическую школу МИД СССР за всю историю этого учебного заведения. В октябре 1991 года, работая в Отделении ООН в Женеве, подала в отставку с советской дипломатической службы и зарегистрировалась в ООН в качестве гражданки независимой Азербайджанской республики, став таким образом первым в истории ООН сотрудником — гражданкой суверенного Азербайджана.